# High Hopes (píseň, Pink Floyd)
„High Hopes“ je čtrnáctý singl britské skupiny Pink Floyd, který byl vydán ve Spojeném království. Singl vyšel v říjnu 1994 a v britské hitparádě se umístil nejvýše na 26. místě.
Verze vydané na EP a CD jsou shodné. Obsahují albové verze písní „High Hopes“ a „Keep Talking“ z alba The Division Bell a také koncertní verzi skladby „One of These Days“, jejíž záznam byl pořízen na koncertě Pink Floyd 17. srpna 1994 v Hannoveru. Singl „High Hopes“ byl rovněž vydán i na sedmipalcové gramofonové desce v limitované edici. Tato verze je od EP a CD odlišná, neboť obsahuje pouze mírně upravené a především zkrácené písně „High Hopes“ a „Keep Talking“.
Finálne dvojverší skladby ("The endless river/Forever and ever") připomína linku z druhého singlu skupiny „See Emily Play“ z roku 1967 ("Float down a river forever and ever") a také inspirovalo název jejich poslední studiové desky The Endless River vydané v roce 2014.

## Kompozice
Většina skladby je složená v tónině c moll a obsahuje zvuk kostelního zvonu, který zvoní během celé skladby, kromě krátké sekce uprostřed, kde skladba přechází do tóniny e moll během kytarového sóla. Poté s koncem zvonění začíná telefonní hovor mezi O'Rourke a Gilmourovým synem, který uzavírá album.

## Seznam skladeb

### 7" verze
1. „High Hopes (Edit)“ (Gilmour/Gilmour, Samson) – 5:13
2. „Keep Talking (Edit)“ (Gilmour, Wright/Gilmour, Samson) – 4:54

### 12" a CD verze
1. „High Hopes“ (Gilmour/Gilmour, Samson) – 8:32
2. „Keep Talking“ (Gilmour, Wright/Gilmour, Samson) – 6:11
3. „One of These Days (Live)“ (Waters, Wright, Mason, Gilmour) – 6:47

## Obsazení
- David Gilmour - hlavní a doprovodný zpěv, klasická, basová a havajská kytara
- Richard Wright - syntezátor Kurzweil
- Nick Mason - bicí, kostelní zvon, perkuse

dále:
- Jon Carin - klavír
- Michael Kamen - orchestrace
- Edward Shearmur - orchestrace
- Charlie Gilmour - hlas
- Steve O'Rourke - hlas